# Liste des évêques et archevêques de Bobo-Dioulasso
Pour un article plus général, voir Archidiocèse de Bobo-Dioulasso.
La préfecture apostolique burkinabé de Bobo-Dioulasso est créée le 15 décembre 1927 par détachement des vicariats apostoliques de Bamako (Mali) et de Ouagadougou. Son siège est la Cathédrale Notre-Dame-de-Lourdes de Bobo-Dioulasso.
Elle est érigée en vicariat apostolique le 9 mars 1937, puis en diocèse le 14 septembre 1955, enfin en archidiocèse de Bobo-Dioulasso (Archidioecesis Bobodiulassensis) le 5 décembre 2000.

## Sont préfets apostoliques
- 11 janvier 1928-1933 : Cesario Esquerre (Cesario Giovanni Ippolito Esquerre)
- 26 octobre 1934-1937 : Marcello Paternôt

## Puis sont vicaires apostoliques
- 17 juin 1937-15 mai 1941 : Louis Groshenry (Louis Joseph Ephrem Groshenry)
- 8 juillet 1941-14 septembre 1955 : André Dupont (André Joseph Prosper Dupont)

## Sont évêques
- 14 septembre 1955-12 décembre 1974 : André Dupont (André Joseph Prosper Dupont), promu évêque.
- 12 décembre 1974-5 décembre 2000 : Anselme Sanon (Anselme Titianma Sanon)

## Enfin sont archevêques
- 5 décembre 2000-13 novembre 2010 : Anselme Sanon (Anselme Titianma Sanon), promu archevêque.
- 13 novembre 2010-18 décembre 2024 : Paul Ouédraogo (Paul Yemboaro Ouédraogo)
- depuis le 18 décembre 2024 : Laurent Birfuoré Dabiré[1]

## Sources
1. ↑  « Burkina Faso: le Pape nomme Mgr Dabiré, archevêque de Bobo-Dioulasso - Vatican News », Vatican new,‎ 18 décembre 2024 (lire en ligne [archive du 9 janvier 2025], consulté le 9 juin 2025)

- Fiche de l'archidiocèse sur le site catholic-hierarchy.org.